# Markuszów (gmina)
Pour les articles homonymes, voir Markuszów.
Markuszów est une gmina rurale (gmina wiejska) du powiat de Puławy, dans la voïvodie de Lublin, dans l'est de la Pologne.
Son siège administratif est le bourg de Markuszów, qui se situe à environ 22 kilomètres à l'est de Puławy et à 25 kilomètres au nord-ouest de Lublin.
La population était de 3 070 habitants en 2011.

## Histoire
Une bataille s'y est déroulée le 26 juillet 1792, la dernière de la guerre russo-polonaise de 1792.
De 1975 à 1998, la gmina faisait partie de l'ancienne voïvodie de Lublin. Elle fait partie de la nouvelle voïvodie de Lublin depuis le 1er janvier 1999.

## Géographie

### Les villages de la gmina
La gmina inclut les villages (sołectwa) de:

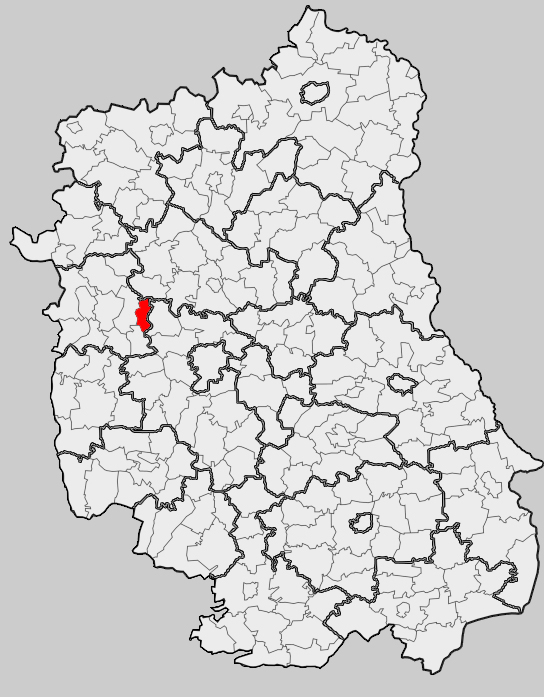
Position de la gmina dans la voïvodie

- Bobowiska
- Góry
- Kaleń
- Kolonia Góry
- Łany
- Markuszów
- Olempin
- Olszowiec
- Wólka Kątna
- Zabłocie

### Les gminas voisines
La gmina de Markuszów est voisine des gminas de :
- Abramów
- Garbów
- Kurów
- Nałęczów

### Organisation du terroir
D'après les données de 2002, la superficie de la commune de Markuszów est de 40,39 kilomètres carrés (4,33 % de la superficie du powiat), répartis comme suit :
- terres agricoles : 84 %
- forêts : 8 %
- zones bâties : 8 %.

## Démographie
Données du 30 juin 2004:
| Description        | Total  | Total | Femmes | Femmes | Hommes | Hommes |
| ------------------ | ------ | ----- | ------ | ------ | ------ | ------ |
| Unité              | Nombre | %     | Nombre | %      | Nombre | %      |
| Population         | 3 021  | 100   | 1 494  | 49,5   | 1 527  | 50,5   |
| Densité (hab./km²) | 74,8   | 74,8  | 37     | 37     | 37,8   | 37,8   |